# Добромир
Доброми́р (болг. Добромир) — село в Бургаській області Болгарії. Входить до складу общини Руєн.

## Населення
За даними перепису населення 2011 року у селі проживали 1089 осіб.
Національний склад населення села:
| Національність   | Кількість осіб | Відсоток |
| ---------------- | -------------- | -------- |
| турки            | 977            | 99,5%    |
| болгари          | 3              | 0,3%     |
| Всього відповіли | 982            |          |

Розподіл населення за віком у 2011 році:
Динаміка населення: